# Heat (profumo)
Heat è il primo profumo da donna creato da Beyoncé in collaborazione con Claude Dir e Olivier Gillotin, della società cosmetica svizzera Givaudan, e prodotto dagli stabilimenti Coty. È stato distribuito negli Stati Uniti a partire da febbraio 2010.

## Filosofia
La cantante statunitense Beyoncé ha creato questo prodotto, progettando ogni parte di cui è composto, dalla fragranza, alla confezione, alla pubblicità. La fragranza rappresenta, nelle intenzioni della creatrice, la sensualità femminile, sofisticata, elegante e misteriosa, mentre l'aspetto grafico del prodotto si basa sul fuoco, idea ispirata alla cantante statunitense dalla scenografia dell'I Am... Tour.

## Fragranza
La sensualità femminile che l'autrice vuole rappresentare in questa fragranza viene riprodotta tramite l'accostamento di odori dolci (Pesca, Vaniglia, magnolia) a note più intese e speziate (muschio, sequoia, Cumaru), che fondendosi danno vita ad un profumo dai toni floreali, fruttati e legnosi.
Heat è disponibile in tre misure (30, 50 e 100 ml) e nella versione lozione per il corpo Gold Sparkling Body Lotion da 200 ml.

## Confezione
« il rosso è il mio colore preferito e così anche l'oro » 
Il packaging ideato dall'artista si basa sui toni del rosso e dell'oro, con forme che fondono antico e moderno.
La scatola è in cartone a texture rilevata, di forma rettangolare, con il logo in oro su sfondo rosso incorniciato di nero; sui lati compare la "B" stilizzata del logo dorata su sfondo nero. La boccetta di vetro, ispirata alla cantante dalla collezione di profumi della madre, cerca di fondere un design moderno con forme più vintage.
Partendo da una base arrotondata, la bottiglietta si stringe a spigolo in un collo squadrato e liscio che termina con una banda dorata, con incise le parole "Beyoncè Heat", sovrastata da un tappo trasparente; il vetro colorato di rosso alla base sfuma verso l'alto in un colore bianco-trasparente.

## Edizioni
- Beyonce Heat Ultimate Elixir (2010) - Edizione limitata uscita a settembre, dopo soli sette mesi dal debutto del prodotto principale. La fragranza è leggermente più concentrata e, grazie all'osmanto, più intimo. I colori sono più scuri sia sulla scatola, tutta nera con finiture rosse e scritte dorate, sia sulla boccetta, dove il rosso viene sostituito dal bordeaux; questa inoltre è dotata di nebulizzatore in tessuto nero.
- Beyoncè Heat Rush (2011) - Ispirata ai tramonti brasiliani, questa edizione regolare riprende, nel design, le forme del precedente, ma cambiando i colori della scatola, arancione e gialla con motivi a contrasto, e della boccetta, non più rossa ma arancione anch'essa. La fragranza cambia totalmente: creata da Honorine Blanc della Firmenich, il profumo è più sexy e fresco, grazie alle note di arancia rossa, frutto della passione, ciliegia brasiliana, fiori di mango, ibisco e teak. "Feel the rush" è lo slogan che lo accompagna.

## Promozione

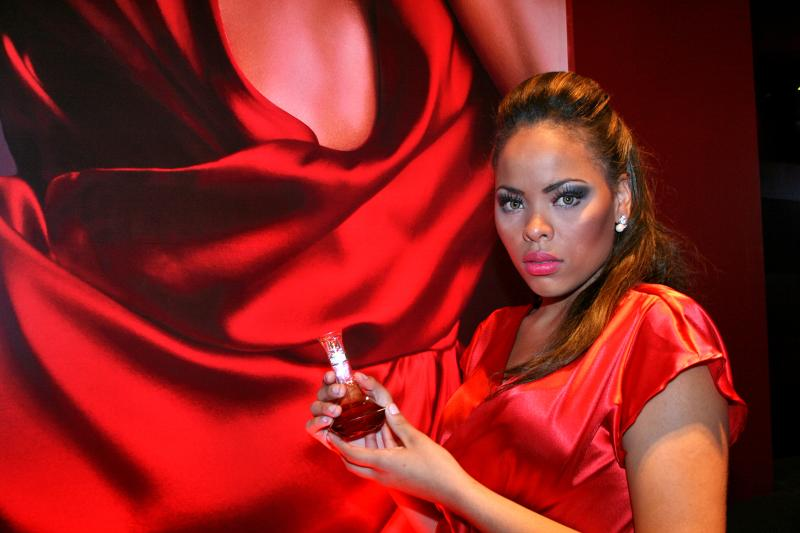
Una modella publicizza il profumo durante il lancio del prodotto in Brasile.

La pubblicità voluta da Beyoncè tende ad esprimere il lato sensuale del profumo; questa sensualità viene trasmessa nellon spot, diretto da Jake Nava, tramite un video in cui, Beyoncé, uscita da una vasca, si muove sensuale per una sala nebbiosa mentre indossa un vestito di seta rossa, mentre una nuova versione della canzone Fever (richiamata anche dallo slogan "catch the Fever") cantata da Beyoncé accompagna la pubblicità in sottofondo. La scelta è dovuta all'idea della cantante, che ritiene il momento del bagno molto sexy. Le foto per i poster sono state scattate da Michael Thompson, e anche qui la cantante indossa lo stesso vestito in seta rossa.
È stato inoltre prodotto un EP dal titolo Heat promozionale in edizione limitata.